# (38255) 1999 RH10
1999 RH10 (asteroide 38255) é um asteroide da cintura principal. Possui uma excentricidade de 0.18688270 e uma inclinação de 3.38902º.
Este asteroide foi descoberto no dia 7 de setembro de 1999 por LINEAR em Socorro.